# Hospital Nacional Simão Mendes
Het Nationale Ziekenhuis Simão Mendes (Portugees: Hospital Nacional Simão Mendes  - HNSM) is het belangrijkste ziekenhuis in Guinee-Bissau. Het is gelegen in het centrum van de hoofdstad Bissau. Het wordt beschouwd als een referentieziekenhuis voor algemene zorg en verschillende specialismen.
Het HNSM ontstond in 1690 als het "Hospício de Bissau", een instelling die werd opgericht ter behandeling van tropische ziekten. Het ziekenhuis werd tot het begin van de 20e eeuw beheerd door de Rooms-Katholieke Kerk.
Toen Guinee-Bissau in 1974 onafhankelijk werd, is het ziekenhuis "Hospital Nacional Simão Mendes" genoemd, ter ere van Simão Mendes, een van de helden van de bevrijdingsstrijd tegen het regime van de Estado Novo in Portugal. Mendes stierf in een luchtaanval in 1966.
In de jaren negentig verminderde de kwaliteit van zorg in het ziekenhuis gestaag, door onvoldoende fondsen en staf in een politiek onstabiel land. Ook in 2011 wordt bericht over de slechte kwaliteit van zorg. Van 2009 tot 2011 onderging het een ingrijpende verbouwing. In 2011 telde het 417 bedden. In het ziekenhuis functioneerden toen 41 artsen en 82 verpleegsters.  Eind 2018 telde het ziekenhuis meer dan 500 bedden.
In februari 2021 stierf jurist en activist Bernardo Mário Catchura ("Bernal") in het ziekenhuis Simão Mendes, mogelijk door onachtzaamheid van de medische staf en de afwezigheid van zuurstof voor zijn medische behandeling.